# Mads Lauritsen
Mads Lauritsen (født 14. april 1993) er en dansk fodboldspiller, der spiller for Viborg FF.

## Karriere

### Viborg FF
Mads Lauritsen fik sin seniordebut som 18-årig, da han den 12. august 2011 kom på banen til de sidste tre minutter af første spillerunde i 1. division mod Vendsyssel FF. Lauritsen fik yderligere et indhop i sæsonen, mens han i den efterfølgende sæson kun fik en enkelt kamp. Han sad dog på bænken i 24 kampe for Viborg FF, der vandt rækken og rykkede op i Superligaen.

### Thisted FC
I sommeren 2013 skiftede Lauritsen derfor til Thisted FC i 2. division (fodbold). Her spillede han i fire sæsoner. I sin sidste sæson i klubben var han i 2016/2017 med til at rykke op i 1. division. Han nåede at spille fem kampe for klubben i den efterfølgende sæson i 1. division og scorede i sin sidste kamp for klubben.

### Vejle Boldklub
Den 30. august 2017 offentliggjorde Vejle Boldklub, at klubben havde købt Lauritsen og skrevet kontrakt med ham gældende til den 31. december 2019. Lauritsen fik sin debut den 10. september 2017, da han kom på banen til de sidste 30 minutter i udebaneopgøret mod Vendsyssel FF.